# 抱きしめたい (松本伊代の曲)
「抱きしめたい」は、1982年11月5日に発売された松本伊代の5枚目のシングル。

## 収録曲
- 両楽曲共に、作詞：康珍化／作曲：亀井登志夫／編曲：鷺巣詩郎

1. 抱きしめたい [3:18]
2. Kiss In The Dream [3:41]